# Елара (спътник)
Вижте пояснителната страница за други значения на Елара.
Елара е естествен спътник на Юпитер, открит от Чарлс Дилън Перин в обсерваторията Лик през 1905 г. и носещ името на майката (от Зевс) на гиганта Титий от гръцката митология. Името е прието едва през 1975 г.; преди това спътникът е бил известен като Юпитер 7. Понякога се използва и името Хера.
Спътникът принадлежи към групата на Хималия, състояща се от пет спътника на орбита от 11 до 13 Gm от Юпитер на инклинация от приблизително 27,5°.